# Sarina Voorn
Sarina Ambré Voorn (Amsterdam, 31 maart 1980) is een Nederlands rock/soul-zangeres en actrice.

## Biografie
Voorn deed in 2000 met haar toenmalige groep VIG mee aan de talentenjacht "Your Big Break”. Later speelde ze de rol van Dionne in de musical Hair, was ze achtergrondzangeres bij artiesten als Chaka Khan, Gordon, Jeroen van der Boom, Gino Vannelli, de Toppers, Ruth Jacott, Waylon en Duncan Laurence. Ze kreeg in 2011 de hoofdrol als Maxi Linder in de theatershow “De Koningin van Paramaribo” waarmee ze het land door trok.
Voorn gaf een optreden op het huwelijksfeest van prins Willem-Alexander en Maxima in 2002.
Voorn is onder meer te horen op albums van Ruth Jacott, De 3JS en Gordon, met wie ze een duet opnam genaamd Koud Koud Hart.
In 2010 was ze een van de kandidaten van de eerste editie van de talentenshow The voice of Holland. In dit programma zat ze in het team van coach Roel van Velzen en behaalde ze de liveshows.
Ze sprak de stem in van Georgia en zong in het koor voor de Nederlandse nasynchronisatie van de Disney-tekenfilm De prinses en de kikker en speelde in 2012 in drie afleveringen van de televisieserie Lijn 32.
Haar muziek is een mix van rock, funk en soul.